# بارك نايهيون
بارك نايهيون (بالكورية: 박래현) (من مواليد عام 1920- والمُتوفاة عام 1976) هي رسامة وُلدت في مدينة جينامبو في كوريا الجنوبيةفي مقاطعة بيونغان الجنوبية. تخرجت بارك من مدرسة جيونجسيونج الثانوية في عام 1937، والتحقت بمدرسة الفنون النسائية في طوكيو في عام 1941.

## سيرتها الذاتية
تزوجت تبارك من الفنان الشهير، كيم كي تشانج، في عام 1946 والذي كان لديه عشرات المعارض الزوجية والمعارض الخاصة به. تهدف أعمال بارك بشكل أساسي إلى التعبير عن المعاني التقليدية في المواد الشرقية، بهدف استخدام القماش على النمط الغربي. أسفرت هذه الطريقة عن ألوان حسية ونمط رائع. يُقال أن بارك كانت في سبيلها لتصبح رائدة؛ إذ ترفض التحامل ضد النساء وتتحدى لوحاتها الخاصة بالعاطفة.
قالت ابنتها الصغرى والتي تعمل كراهبة في كوريا الجنوبية في مقابلة معها أنبارك أمضت حياتها كأم جيدة، وكذلك رسامة وزوجة عاطفية. كما قيل أنها أثرت على زوجها خلال حياتها.
عادت بارك ذات يوم بعد أن كانت في طريقها لإلقاء محاضرة بسبب مشاكل صحية. ومع ذلك، فشلت في التعافي وماتت في مقر إقامتها في منطقة سيونغبوك، سول.

## أعمالها
ظهرت أعمال بارك لأول مرة قبل ذياع صيتها في معرض الفن المختار للحاكم العام لكوريا في عام 1943. حصلت بارك في وقت لاحق على الجائزة الأولى التي قدمها رئيس جمهورية كوريا والجائزة الكبرى في المعرض الوطني للفنون في كوريا ، والذان أكسباها اهتمامًا واسعًا.
شاركت بارك في المعارض الفنية المحلية حتى أوائل الستينيات، ثم سافرت إلى بينالي ساو باولو كمندوبة رسمية في كوريا الجنوبية. وبعد الانتهاء من عملها، زارت بارك عدة دول في أمريكا اللاتينية بما في ذلك المكسيك، ثم درست النسيج والطباعة في مدينة نيويورك.
يمكن فصل أعمالها باختصار إلى أربع فترات زمنية؛ حيث ركزت في فترة الأربعينات على اللوحات اليابانية واللوحات شخصية، ثم تحدت بأعمالها في فترة الخمسينات المواد التقليدية من الرسم الشرقي بطريقة الرسم الغربي وأنتجت في هذا الوقت لوحات نصف مجردة من خلال تفسير التكعيبية وتقسيم اللوحة بطريقة تحليلية. بدأت المرحلة الثالثة في الستينيات بالتجريب التجريدي، ثم استخدمت مهارات الطباعة في الرسم الإبداعي في سبعينات القرن الماضي.